# Austratrichia neboissi
Austratrichia neboissi är en nattsländeart som beskrevs av Wells 1982. Austratrichia neboissi ingår i släktet Austratrichia och familjen smånattsländor. Inga underarter finns listade i Catalogue of Life.